# 大礼記念国産振興東京博覧会
大礼記念国産振興東京博覧会（たいれいきねんこくさんしんこうとうきょうはくらんかい）は1928年(昭和3年)、上野恩賜公園の竹の台および不忍池湖畔で行われた優良国産品の一大博覧会である。上野公園での大規模な博覧会としては最後となった。

## 概要
主催は東京商工会議所。昭和天皇の即位の大礼を記念し、国産品の振興、普及のために開催された。会期は1928年3月24日から5月27日まで、来場者は約223万人。
大礼記念館などの主要施設はアールデコ様式を採り入れており、建築家岡田信一郎が設計した。

## 役員
総裁 閑院宮載仁親王。
副総裁 阪谷芳郎。